# إدغار بينيت
إدغار بينيت (بالإنجليزية: Edgar Bennett)‏ هو لاعب كرة قدم أمريكية أمريكي، ولد في 15 فبراير 1969 في جاكسونفيل في الولايات المتحدة.

## وصلات خارجية
- إدغار بينيت على موقع مرجع كرة القدم المحترفة.كوم (الإنجليزية)